# Zalingei
Zalingei (em árabe: زالنجي) é uma cidade no Sudão Ocidental e é capital do estado de Darfur Central. Em 2009, sua população estimada era de 27.258 habitantes. 
A cidade enfrenta instabilidade de segurança desde 2003. Isso ocorre por causa dos rebeldes e oponentes armados que o usam como base para lançar seus ataques contra o estado.

## História
Em 2023, a cidade foi sitiada durante o conflito do Sudão de 2023 e caiu nas mãos das Forças de Suporte Rápido em agosto de 2023. 

## Educação
A cidade abriga a Universidade de Zalingei. 

## Transporte
A cidade é servida pelo Aeroporto de Zalingei (IATA: ZLX, ICAO: HSZA).

## Clima
O sistema de classificação climática de Köppen-Geiger classifica o clima de Zalingei como semiárido quente ( BSh ). As temperaturas da tarde são sempre altas e atingem o pico em março, abril e maio, quando podem atingir 40 °C (104 °F). A estação chuvosa é de junho a setembro. Nessa época, a amplitude térmica diurna é menor, e as temperaturas da tarde são mais frias, mas ainda quentes, sendo mais frias no mês mais chuvoso de agosto. Por outro lado, as temperaturas matinais são mais frescas de novembro a fevereiro, quando a variação da temperatura diurna é maior, de modo que as temperaturas matinais caem para até 6 °C (43 °F).